# Itbayat Island
Itbayat Island ist eine Insel in der Provinz Batanes auf den Philippinen. Sie gehört zum Inselarchipel der Batan-Inseln und liegt etwa 290 km vor der Nordküste der Insel Luzon, in der Luzonstraße. Die Insel hat eine Fläche von circa 92,9 km² und wird von der gleichnamigen Stadtgemeinde Itbayat verwaltet.
Itbayat Island ist die größte der Batan-Inseln und hat eine länglich ovale Form mit einer Länge von 19 km und einer Breite von 6 km. Sie besteht fast ausschließlich aus Korallenstein. Die Küstenlinie der Insel wird von steilen Felskliffen und kleineren flachen Buchten geprägt. Die Topographie der Insel wird von einer flachhügeligen Landschaft gekennzeichnet, im nordöstlichen Inselzentrum steigt das Gelände im Mt Santa Rosa bis auf 277 Meter über den Meeresspiegel. Der Pflanzenwuchs der Insel besteht teilweise aus dichter niedriger Vegetation, teilweise aber auch aus intensiv landwirtschaftlich genutzten Flächen.
Die Insel ist nachweislich seit 3500 Jahren besiedelt, in der Torongan Cave wurden intensive archäologische Ausgrabungen von 2002 bis 2004 getätigt. Andere Höhlenkomplexe auf der Insel sind die Northern Sarokan-, Eastern Sarokan-, Do'tboran- und Pevangan Cave.
Nördlich liegt Siayan Island in cira 25 km, östlich liegt Diogo Island in 17 km, südöstlich liegt Batan in circa 50 km Entfernung von der Insel. Auf der Insel liegt der Itbayat Airport, er hat eine 800 Meter lange Start- und Landebahn. Die Insel kann auch mit dem Schiff über den Hafen von Aparri und Basco erreicht werden.

## Einzelnachweise

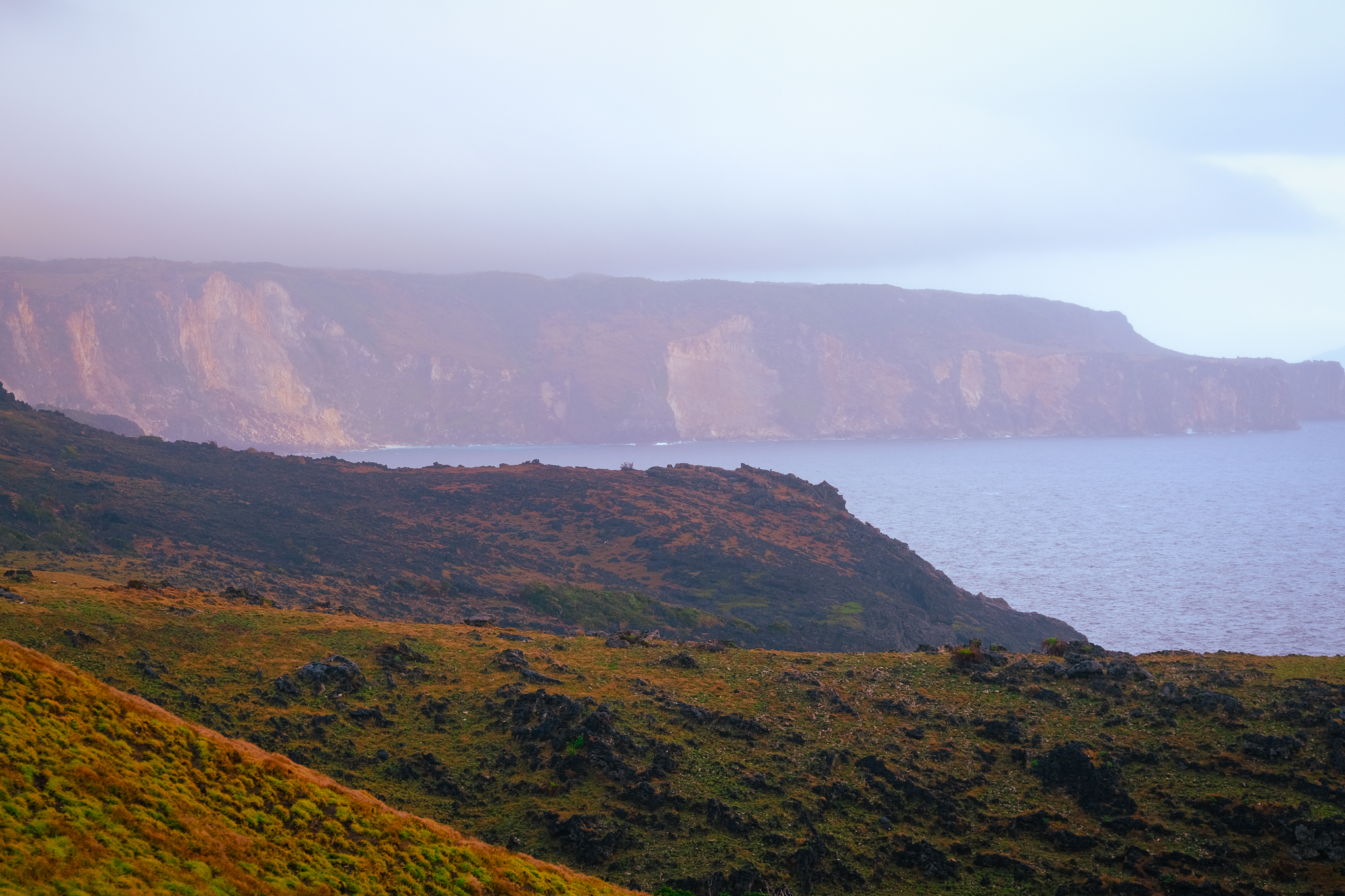
Rapang Cliffs an der Ostküste von Itbayat